# Fodé Ballo-Touré
Pour les articles homonymes, voir Ballo.
Fodé Ballo-Touré, né le 3 janvier 1997 à Conflans-Sainte-Honorine en France, est un footballeur international sénégalais qui évolue au poste d'arrière gauche.

## Biographie

### Formation au Paris SG
Né à Conflans-Sainte-Honorine
d’un père malien et d’une mère sénégalaise, Fodé Ballo-Touré, grandit aux côtés de Presnel Kimpembe à Éragny. Il rejoint le centre de formation du Paris Saint-Germain à l'âge de 10 ans. Il passera chaque palier en tant que titulaire dans les équipes de jeunes du PSG. Ailier gauche de formation, il acceptera d'être placé un cran plus bas et d'évoluer en défense. Il intégrera la CFA du club parisien à partir de 2014. Il participe à la Youth League, la Ligue des Champions des moins de 19 ans, avec le club de la capitale et il atteindra même la finale en 2016. Le 15 octobre 2016, il intègre pour la première fois le groupe professionnel lors du déplacement à Nancy mais il restera sur le banc.

### Lille OSC
En fin de contrat stagiaire avec le PSG, il s'engage librement avec le Lille OSC pour trois ans le 1er juillet 2017. Ce transfert crée la polémique puisque le Paris SG saisit la LFP en raison des contacts entre le club lillois et le joueur avant le terme du contrat stagiaire. Le LOSC est ainsi sanctionné le 13 juin 2017 d'une amende de 15000 € dont 10000 € avec sursis par la LFP.
Il est titulaire dès la première journée de championnat face au FC Nantes, où il sera remplacé à la mi-temps, auteur d'une prestation peu convaincante.
Le 30 septembre 2017, à l'occasion d'un déplacement à Amiens au stade de la Licorne, il inscrit son premier but professionnel en ouvrant le score. Ce but crée un mouvement de foule des supporters lillois qui provoque la rupture de la barrière visiteur du stade, des spectateurs chutent sur la pelouse et le match est alors arrêté puis reporté.
Fodé Ballo-Touré, pour sa première saison dans l'élite, sera l'un des éléments les plus utilisés par les différents entraîneurs du LOSC jusqu'à ce match contre Amiens. Enchaînant les mauvaises performances collectives et individuelles, le jeune latéral lillois sera alors remplaçant jusqu'à la fin de la saison, subissant la concurrence d'Hamza Mendyl.
L'année suivante, Christophe Galtier décide de lui faire à nouveau confiance et il en fait son titulaire au poste de latéral gauche. Il réalise alors une première partie de saison très prometteuse à l'image de l'ensemble de ses partenaires.

### AS Monaco
Le 10 janvier 2019, il s'engage avec l'AS Monaco pour une somme estimée entre 11 et 14 millions d'euros,. Le 24 février 2019, il délivre une passe décisive pour l'ouverture du score de l'ASM par Gelson Martins, finalement, Monaco l'emportera 2-0. 
Le 12 janvier 2020, il participe, malgré lui, au match fou entre le Paris-Saint-Germain et l'AS Monaco en inscrivant un but contre son camp. 
Lors de la 24ème journée de Ligue 1, il réalise un doublé à la passe décisive pour Aleksandr Golovin sur le terrain du Nîmes Olympique. Lors de la 34ème journée de Ligue 1 de la saison 2020-2021, il dispute son 70ème match avec l'AS Monaco. Le 13 mai 2021, c'est son centre qui est dévié dans le but adverse par un défenseur contre son camp en Coupe de France. L'AS Monaco s'impose 5-1 contre Rumilly-Vallières.

### AC Milan
Le 18 juillet 2021, l'AS Monaco annonce son transfert à l'AC Milan, il s’engage pour 4 ans avec une en option avec le club italien.
Lors de sa deuxième saison avec le club lombard, en déplacement à Empoli il donne la victoire dans les derniers instants de jeu à son équipe en inscrivant son premier but en professionnel.
Ballo-Touré, en manque de temps de jeu à San Siro, est prêté du côté de Fulham pour la saison 2023-2024. À son retour il joue avec l'équipe réserve milanaise en troisième division puis est libéré en janvier 2025 à six mois de la fin de son contrat.

### Le Havre AC
Le 23 janvier 2025, libre de tout contrat, Fodé Ballo-Touré signe au Havre AC pour y terminer la saison. Il porte le numéro 97.

### En sélection nationale
International avec la France dans les équipes de jeunes, il est convoqué pour la première fois avec le Sénégal en mars 2021 et fait ses débuts contre le Congo le 26 mars 2021. Il dispute sa première compétition internationale lors de la Coupe d'Afrique des nations 2021 qu'il remporte. Le 11 novembre 2022, il est sélectionné par Aliou Cissé pour participer à la Coupe du monde 2022. Le 29 décembre 2023, il est retenu dans la liste des vingt-sept joueurs sénégalais sélectionnés par Aliou Cissé pour disputer la Coupe d'Afrique des nations 2023.

## Statistiques
| Saison                | Club                  | Championnat           | Championnat | Championnat | Coupe nationale | Coupe nationale | Coupe de la Ligue | Coupe de la Ligue | Compétition(s) continentale(s) | Compétition(s) continentale(s) | Compétition(s) continentale(s) | Total | Total |
| Saison                | Club                  | Division              | M.          | B.          | M.              | B.              | M.                | B.                | Comp.                          | M.                             | B.                             | M.    | B.    |
| 2017-2018             | LOSC Lille            | Ligue 1               | 27          | 0           | 1               | 0               | 1                 | 0                 | -                              | -                              | -                              | 29    | 0     |
| 2018-2019             | LOSC Lille            | Ligue 1               | 18          | 0           | -               | -               | -                 | -                 | -                              | -                              | -                              | 18    | 0     |
| Sous-total            | Sous-total            | Sous-total            | 45          | 0           | 1               | 0               | 1                 | 0                 | -                              | -                              | -                              | 47    | 0     |
| 2018-2019             | AS Monaco             | Ligue 1               | 18          | 0           | 1               | 0               | 1                 | 0                 | -                              | -                              | -                              | 20    | 0     |
| 2019-2020             | AS Monaco             | Ligue 1               | 21          | 0           | 2               | 0               | 2                 | 0                 | -                              | -                              | -                              | 25    | 0     |
| 2020-2021             | AS Monaco             | Ligue 1               | 24          | 0           | 5               | 0               | -                 | -                 | -                              | -                              | -                              | 29    | 0     |
| Sous-total            | Sous-total            | Sous-total            | 63          | 0           | 8               | 0               | 3                 | 0                 | -                              | -                              | -                              | 74    | 0     |
| 2021-2022             | AC Milan              | Serie A               | 10          | 0           | -               | -               | -                 | -                 | C1                             | 2                              | 0                              | 12    | 0     |
| 2022-2023             | AC Milan              | Serie A               | 10          | 1           | -               | -               | -                 | -                 | C1                             | 4                              | 0                              | 14    | 1     |
| Sous-total            | Sous-total            | Sous-total            | 20          | 1           | -               | -               | -                 | -                 | -                              | 6                              | 0                              | 26    | 1     |
| 2023-2024             | Fulham FC (prêt)      | Premier League        | 6           | 0           | -               | -               | 2                 | 0                 | -                              | -                              | -                              | 8     | 0     |
| 2024-2025             | Le Havre AC           | Ligue 1               | 10          | 0           | -               | -               | -                 | -                 | -                              | -                              | -                              | 10    | 0     |
| Total sur la carrière | Total sur la carrière | Total sur la carrière | 144         | 1           | 9               | 0               | 6                 | 0                 | -                              | 6                              | 0                              | 165   | 1     |

## En équipe nationale
| Saison                | Sélection             | Phases finales        | Phases finales | Phases finales | Phases finales | Éliminatoires | Éliminatoires | Éliminatoires | Matchs amicaux | Matchs amicaux | Matchs amicaux | Total | Total | Total |
| Saison                | Sélection             | Compétition           | M              | B              | Pd             | M             | B             | Pd            | M              | B              | Pd             | M     | B     | Pd    |
| --------------------- | --------------------- | --------------------- | -------------- | -------------- | -------------- | ------------- | ------------- | ------------- | -------------- | -------------- | -------------- | ----- | ----- | ----- |
| 2020-2021             | Sénégal               | -                     | -              | -              | -              | 2             | 0             | 0             | 2              | 0              | 0              | 4     | 0     | 0     |
| 2021-2022             | Sénégal               | CAN 2021              | 3              | 0              | 0              | 6             | 0             | 0             | -              | -              | -              | 9     | 0     | 0     |
| 2022-2023             | Sénégal               | Coupe du monde 2022   | 1              | 0              | 0              | -             | -             | -             | 1              | 0              | 0              | 2     | 0     | 0     |
| 2023-2024             | Sénégal               | CAN 2024              | 1              | 0              | 0              | -             | -             | -             | -              | -              | -              | 1     | 0     | 0     |
| Total sur la carrière | Total sur la carrière | Total sur la carrière | 5              | 0              | 0              | 8             | 0             | 0             | 3              | 0              | 0              | 16    | 0     | 0     |

### Liste des matches internationaux
| Matches internationaux de Fodé Ballo-Touré | Matches internationaux de Fodé Ballo-Touré | Matches internationaux de Fodé Ballo-Touré        | Matches internationaux de Fodé Ballo-Touré | Matches internationaux de Fodé Ballo-Touré | Matches internationaux de Fodé Ballo-Touré | Matches internationaux de Fodé Ballo-Touré                     |
|                                            | Date                                       | Lieu                                              | Adversaire                                 | Résultat                                   | Compétition                                | Notes                                                          |
| ------------------------------------------ | ------------------------------------------ | ------------------------------------------------- | ------------------------------------------ | ------------------------------------------ | ------------------------------------------ | -------------------------------------------------------------- |
| 1.                                         | 26 mars 2021                               | Stade Alphonse-Massamba-Débat, Brazzaville, Congo | Congo                                      | 0 - 0                                      | Éliminatoires CAN 2021                     | Titulaire.                                                     |
| 2.                                         | 30 mars 2021                               | Stade Lat-Dior, Thiès, Sénégal                    | Eswatini                                   | 1 - 1                                      | Éliminatoires CAN 2021                     | Titulaire.                                                     |
| 3.                                         | 5 juin 2021                                | Stade Lat-Dior, Thiès, Sénégal                    | Zambie                                     | 3 - 1                                      | Match amical                               | Entré en jeu à la place d'Ismaïla Sarr à la 79e minute de jeu. |
| 4.                                         | 8 juin 2021                                | Stade Lat-Dior, Thiès, Sénégal                    | Cap-Vert                                   | 2 - 0                                      | Match amical                               | Entré en jeu à la place de Saliou Ciss à la 83e minute de jeu. |

## Palmarès
| Paris Saint-Germain -19 ans            | AS Monaco                            | AC Milan (1)                               | Équipe du Sénégal (1)                              |
| -------------------------------------- | ------------------------------------ | ------------------------------------------ | -------------------------------------------------- |
| - UEFA Youth League - Finaliste : 2016 | - Coupe de France - Finaliste : 2021 | - Championnat d'Italie : - Champion : 2022 | - Coupe d'Afrique des nations : - Vainqueur : 2021 |